# Unitat perifèrica de Khanià
La unitat perifèrica de Khanià (grec Νομός Χανίων) és una de les quatre unitats perifèriques de l'illa de Creta, Grècia. Correspon a l'antiga prefectura de Khanià.
La seva capital és la ciutat de Khanià. És la prefectura més occidental de l'illa, té a l'est Réthimno, el Mar de Creta al nord, i el mar de Líbia al sud.
Al sud hi ha el parc natural de la Gorja de Samarià, refugi de la cabra salvatge de Creta.
Les Lefka Ori (Muntanyes Blanques) tenen més de 40 cims de més de 2000 m coberts per la neu fins al maig. El seu cim més alt és el Pahnes, de 2453 metres.
L'únic llac d'aigua dolça de l'illa, el llac Kournás, prop del límit amb la prefectura de Réthimno, a 47 km a l'est Khanià, té un perímetre de 3.5 km.
Inclou l'illa de Gavdos i els illots de Suda, Paleosuda, Àgii Theódori, Grambusa, Agria Grambusa, Pontikonisi, Elafonissi i Gavdopula.
Inclou sis municipis des de la reforma del pla Kalikratis:
- Khanià
- Apokóronas
- Sfakià
- Kàndanos-Sélino
- Kíssamos
- Plataniàs

## Municipis
- Akrotiri, capital Pithari (Pythari)
- Anatoliko Sélino, capital Kàmbanos (Kámpanos)
- Armeni (Armenoi), capital Kalives
- Elevthérios Venizelos, capital Murniés (Mourniés)
- Fres
- Georgiúpoli (Georgioúpoli), capital Kurnàs (Kournás)
- Innakhori (Innachori), capital Elos
- Kàndanos
- Keramià, capital Gerolakkos
- Khanià (Chania)
- Kíssamos, capital Kastélli (Kastelli Kissamou)
- Kolimbari (Kolymbari)
- Krionerida (Kryonerida), capital Vrisses (Vryses)
- Mussuri (Mousouroi), capital Alikianos
- Míthimna (Mythimna), capital Drapanias
- Nea Kidonia (Nea Kydonia), capital Daratsos
- Pelekanos, capital Paleókhora (Paleóchora)
- Plataniàs, capital Gerani
- Sfakià, capital Khora Sfakion (Chora Sfakion)
- Suda (Souda)
- Thérisso, capital Vamvakopoulo
- Vamos
- Vukoliés

I les comunitats de:
- Assí Gonià (Asi Gonia)
- Gavdos

Històricament, estava dividida en aquestes províncies (eparchies):
- Apokóronas, capital Vamos, a la costa nord, limita amb la prefectura de Réthimno
- Kidonia, capital Khanià (Chania), a la costa nord
- Kíssamos, capital Kastélli (Kastelli Kissamou), a l'extrem nord-oest
- Sélino, capital Kàndanos, a l'extrem sud-oest
- Sfakià, capital Khora Sfakion (Chora Sfakion), a la costa sud, limita amb la prefectura de Réthimno

## Jaciments arqueològics
- Lissos